# Burmanski strelci
Burmanski strelci (angleško Burma Rifles) je bil pehotni polk Britanske Indijske kopenske vojske.

## Zgodovina
Polk je bil ustanovljen leta 1937 z združitvijo 70. in 85. polka burmanskih strelcev.
Med drugo svetovno vojno je polk ustanovil 14 bataljon, od katerih je večina služila v burmanski kampanji; 2. bataljon je tako služil v sestavi činditov.